# Sant Joan de Moró
Sant Joan de Moró, en valencien et officiellement (San Juan de Moró en castillan), est une commune d'Espagne de la province de Castellón dans la Communauté valencienne. Elle est située dans la comarque de Plana Alta et dans la zone à prédominance linguistique valencienne.

## Géographie

Localisation de Sant Joan de Moró
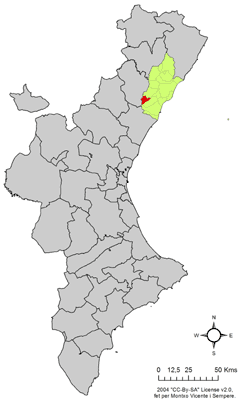
dans la Communauté valencienne.
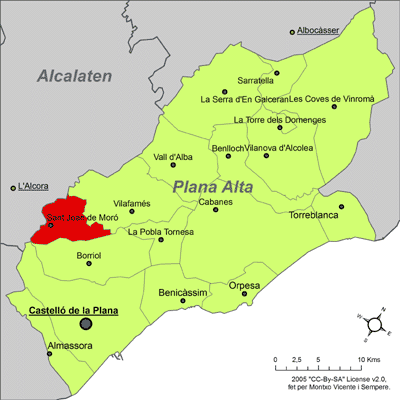
dans la comarque de Plana Alta.